# Danmark vid världsmästerskapen i friidrott 2023
Danmark tävlade vid världsmästerskapen i friidrott 2023 i Budapest i Ungern mellan den 19 och 27 augusti 2023.

## Resultat
Danmarks trupp bestod av 11 idrottare.

### Herrar
Gång- och löpgrenar
| Idrottare                | Gren        | Försöksheat  | Försöksheat | Semifinal        | Semifinal        | Final            | Final            |
| Idrottare                | Gren        | Resultat     | Placering   | Resultat         | Placering        | Resultat         | Placering        |
| ------------------------ | ----------- | ------------ | ----------- | ---------------- | ---------------- | ---------------- | ---------------- |
| Gustav Lundholm Nielsen  | 400 meter   | 45,66 0PB0   | 7           | Gick inte vidare | Gick inte vidare | Gick inte vidare | Gick inte vidare |
| Kristian Uldbjerg Hansen | 1 500 meter | 3.37,27 0PB0 | 13          | Gick inte vidare | Gick inte vidare | Gick inte vidare | Gick inte vidare |

### Damer
Gång- och löpgrenar
| Idrottare          | Gren               | Försöksheat  | Försöksheat | Semifinal        | Semifinal        | Final            | Final            |
| Idrottare          | Gren               | Resultat     | Placering   | Resultat         | Placering        | Resultat         | Placering        |
| ------------------ | ------------------ | ------------ | ----------- | ---------------- | ---------------- | ---------------- | ---------------- |
| Annemarie Nissen   | 800 meter          | 2.00,47      | 4           | Gick inte vidare | Gick inte vidare | Gick inte vidare | Gick inte vidare |
| Sofia Thøgersen    | 1 500 meter        | 4.05,34 0NR0 | 7           | Gick inte vidare | Gick inte vidare | Gick inte vidare | Gick inte vidare |
| Juliane Hvid       | 3 000 meter hinder | 10.09,41     | 10          | —                | —                | Gick inte vidare | Gick inte vidare |
| Mette Graversgaard | 100 meter häck     | 12,87        | 5 q         | 12,94            | 7                | Gick inte vidare | Gick inte vidare |
| Karen Ehrenreich   | Maraton            | —            | —           | —                | —                | 2:44.46          | 59               |

Teknikgrenar
| Idrottare                  | Gren          | Kval    | Kval      | Final            | Final            |
| Idrottare                  | Gren          | Distans | Placering | Distans          | Placering        |
| -------------------------- | ------------- | ------- | --------- | ---------------- | ---------------- |
| Caroline Bonde Holm        | Stavhopp      | 4,35    | 24        | Gick inte vidare | Gick inte vidare |
| Annesofie Hartmann Nielsen | Diskus        | 54,90   | 29        | Gick inte vidare | Gick inte vidare |
| Lisa Brix Pedersen         | Diskus        | 57,96   | 24        | Gick inte vidare | Gick inte vidare |
| Katrine Koch Jacobsen      | Släggkastning | 71,25   | 12 q      | 71,33 0SB0       | 9                |